# Термінал ЗПГ Акаба
Термінал ЗПГ Акаба – інфраструктурний об’єкт для імпорту зрідженого природного газу (ЗПГ) до Йорданії.
У першій половині 2000-х Йорданія почала імпортувати блакитне паливо єгипетського походження через Арабський газопровід. Втім, вже на початку наступного десятиліття виникли проблеми з поставками через зростання споживання у самому Єгипті  на тлі стагнації видобутку. Як наслідок, у Йорданії вирішили звернутись до імпорту ЗПГ, при цьому прийняли рішення на користь плавучого регазифікаційного терміналу, який потребував менше капітальних інвестицій та часу на створення.
Термінал розмістили у єдиному порту країни Акаба, де спорудили причал, що, зокрема, включає бетонну розвантажувальну платформу розмірами 20х20 метрів, сполучену із берегом естакадою на сталевих палях завдовжки 100 метрів. Причал призначається для швартування плавучої установки зі зберігання та регазифікації, тоді як газовози із новими партіями зрідженого палива займають для розвантаження позицію з іншого борту установки.
Для обслуговування терміналу у норвезької компанії Golar зафрахтували на 10 років (із правом дострокового розторгнення контракту через 5 років) установку «Golar Eskimo», що здатна видавати 14,1 млн м3 на добу (21,2 млн м3 у піковому режимі із задіянням резервної лінії) та має резервуари для ЗПГ загальною ємністю 160000 м3. Наприкінці весни 2015-го це судно, яке перед тим прийняло на борт вантаж ЗПГ із Катару, прибуло до Акаби. Офіційне відкриття терміналу йорданським королем припало на кінець липня того ж року.
Видача регазифікованого палива до газотранспортної мережі відбувається по перемичці завдовжки 0,7 км.
Існував план заміни плавучої установки зі зберігання та регазифікації на комбінацію плавучого сховища та наземних регазифікаційних потужностей, втім, як засвідчують дані геоінформаційних систем, станом на початок 2023 року «Energos Eskimo» (таку назву отримало «Golar Eskimo» після придбання у 2021-му компанією Energos) перебувало у причалу йорданського терміналу.
Можливо також відзначити, що термінал у Акабі міг приймати вантажі ЗПГ не лише для своєї країни, а й для Єгипту із подальшим транспортуванням регазифікованої продукції по реверсованому Арабському газопроводу. Втім, така практика існувала недовго, оскільки у другій половині 2010-х із введенням в розробку гігантського родовища Зохр Єгипет зміг впоратись із дефіцитом блакитного палива.